# Кубок СССР по современному пятиборью 1974
Кубок СССР по современному пятиборью среди мужчин 1974 года проводился в городе Львов с 9 по 12 мая.
На турнире награды разыгрывались в личном и командном первенстве. Всего 48 спортсменов вышли на старт турнира, которые представляли команды союзных республик, Москвы и Ленинграда.

## Кубок СССР. Мужчины

### Фехтование
1. П. Леднев (Украина) — 1000
2. В. Жанков (Москва) — 944
3. В. Гомилко (Грузия) — 916
4. А. Глюглевич (лично) — 916
5. О. Булгаков (РСФСР) — 886
6. С. Иванов (лично) — 776

- Конкур.

Соревнования по верховой езде длились два дня. Каждый день 12 лошадей (два гита) проходили дистанцию конного маршрута. Интересный факт, что 6 спортсменов, которые получили максимальные очки выступают только в личном первенстве.
Результаты. Конкур. Личный зачет.
1. Р. Руссман — 1100 оч.
2. Т. Сидельников — 1100 оч.
3. В. Силяхин — 1100 оч.
4. А. Светоносов — 1100 оч.
5. Э. Бароян — 1100 оч.
6. А. Шевчук — 1100 оч.

Результаты. Конкур. Командное первенство.
1. Грузинская ССР — 3178 оч.
2. Киргизская ССР — 3022 оч.
3. РСФСР — 2980 оч.
4. Казахская ССР — 2972 оч.
5. Украинская ССР — 2944 оч.
6. Латвийская ССР — 2830 оч.

Турнирное положение после двух видов.
1. В. Гомилко (Грузия) — 2016
2. П. Леднев (Украина) — 1956
3. А. Глюглевич (лично) — 1900
4. О. Булгаков (РСФСР) — 1892
5. В. Жанков (Москва) — 1872
6. С. Иванов (лично) — 1852

## Итоговые результаты

### Личное первенство
| Место | Спортсмен  | Республика, город, спортивное общество  | Сумма очков |
| ----- | ---------- | --------------------------------------- | ----------- |
| 1.    | П. Леднев  | Украинская ССР, Львов, Вооруженные Силы | 5220        |
| 2.    | В. Силяхин | РСФСР                                   | 4996        |
| 3.    | С. Шторк   | Эстонская ССР                           | 4991        |

### Командное первенство
| Место | Спортсмен                     | Республика, город | Сумма очков |
| ----- | ----------------------------- | ----------------- | ----------- |
| 1.    | П. Леднев В. Дрюков А. Мишнев | Украинская ССР    | 14 917      |
| 2.    | В. Жанков М. Галавтин         | Москва            | 14 436      |
| 3.    | А. Светоносов                 | Казахская ССР     | 14 132      |